# جيني هادون
جيني هادون (بالإنجليزية: Jenny Haddon)‏ (1933، لندن في المملكة المتحدة)؛ روائية بريطانية.